# Prirodna bojila
Prirodna bojila su bojila koja se dobivaju izdvajanjem biljnih ili životinjskih sastojaka, na primjer iz sadnica u cvatu (prirodni indigo), korijenja, lišća, puževa (purpur), insekata (karmin) i tako dalje. U bojenju tekstila prirodna bojila imaju danas ograničenu važnost, a više se upotrebljavaju za bojenje živežnih namirnica, kozmetičkih i farmaceutskih proizvoda. Prirodna bojila, iako su prva otkrivena, ukupno su iskorištena u vrlo maloj količini, jer su skupa i slabije učinkovitosti.
Prirodna bojila su obojeni organski spojevi koji se nalaze u stanicama biljaka i životinja, te u mikroorganizmima. Prirodna bojila mogu se u njima nalaziti u slobodnom obliku (kurkumin) ili u spoju sa šećerom i bjelančevinama. Neka su bojila (indigo, antikni purpur) bezbojna, pa se od njih dobiva obojen spoj oksidacijom, fermentacijom ili fotokemijskim postupkom.

## Povijest
Mnogi arheološki nalazi dokazuju da je bojenje prirodnim bojilima bilo poznato već u pretpovijesnom razdoblju (na primjer diluvijalna špilja Altamira). Tkanine obojene prirodnim bojilima (alizarin, indigo, antikni purpur) nađene su u staroegipatskim grobnicama. Kao prirodno bojilo Grci su upotrebljavali šafran, koji sadrži krocetin, Rimljani lisnu uš (lat. Coccus ilicis), koja sadrži kermesnu kiselinu (grimiz), a Germani žutu rezedu ili katanac, koja sadrži luteolin. U Južnoj i Srednjoj Americi bili su poznati u pretkolumbovsko doba antikni purpur zá bojenje tkanina i indigo fiksiran na atapulgitu kao svijetleći plavi pigment (maja plavo).
Prva središta za bojenje antiknim purpurom bili su Tir (današnji Sur) u Feniciji i Tarent u Italiji, a Feničani su ga prenijeli dalje na Zapad. Sve do 13. stoljeća bio je antikni purpur najskuplje prirodno bojilo. Žuta lavsonija (lat. Lawsonia inermis), koja sadrži loson, i danas se upotrebljava na Orijentu, ali i na Zapadu, kao kozmetičko sredstvo i za bojenje kose (kana). Žuta odjeća mandarina u Kini stoljećima se bojila sokom japanske sofore (lat. Sophora japónica), koja sadrži rutin. Bojenje kermesnom kiselinom, koju sadrže ženke štitaste uši, crvenim bojilom (brazilein), koje se nalazi u drvu roda kasalpinija (lat. Caesalpinia crista, C. brasiliensis i druge), i plavocrvenim bojilom (hematoksilin), koje se nalazi u kampečevini (lat. Haematoxylon campechianum), preneseno je iz Amerike nakon njena otkrića u Europu.
Sredinom 19. stoljeća utvrđen je kemijski sastav mnogih prirodnih bojila, a istraživanja proizvoda od katrana kamenog ugljena omogućila su sintezu prvoga umjetnog anilinskog bojila (movein, W. H. Perkin, 1856.). To je potaklo dalja istraživanja, što je omogućilo razvoj proizvodnje sintetskih bojila. Ta su bojila jeftinija od prirodnih, pa je u industrijski razvijenim zemljama bilo gotovo napušteno bojenje prirodnim bojilima. U posljednje vrijeme, međutim, raste zanimanje za upotrebu prirodnih bojila za bojenje tekstila, prehrambenih, farmaceutskih i kozmetičkih proizvoda, zbog njihove postojanosti i blagih tonova.

## Dobivanje
Sirovine za dobivanje prirodnih bojila najčešće sadrže smjesu obojenih kemijskih spojeva i druge tvari. Rjeđe se sirovine mogu neposredno upotrijebiti za bojenje, a najčešće se iz sirovina izolira jedno od bojila ili njihova smjesa. Sirovine se suše i sitne rezanjem ili mljevenjem da bi se najviše iskoristile. Bojila se najčešće izoliraju ekstrakcijom, a otapalo se bira prema kemijskim svojstvima bojila i drugih sastojaka, te prema radnim uvjetima. Kao otapala najčešće se upotrebljavaju voda, metanol, etanol, aceton, kloroform, eter, benzen i tetraklorugljik. Za izolaciju prirodnih bojila primjenjuju se, osim ekstrakcije, osapunjavanje (natrijevim hidroksidom ili kalijevim hidroksidom), taloženje (pomoću kloridne, sulfatne i octene kiseline), isoljavanje (natrijevim kloridom ili natrijevim sulfatom) i kristalizacija (iz otopina u metanolu, etanolu, benzenu ili piridinu).

## Podjela
Prirodna bojila mogu se podijeliti prema kemijskoj građi, prema porijeklu ili prema područjima primjene. Podjela prema porijeklu ili prema područjima primjene ne mogu biti jedinstvene, jer se ista bojila mogu nalaziti u različitim sirovinama, odnosno mnoge sirovine sadrže i više različitih obojenih spojeva ili se ista bojila upotrebljavaju za različite svrhe. Zbog toga je najbolja podjela prema kemijskoj građi, pa se prirodna bojila mogu svrstati u polienska, diaroilmetanska, karbociklička i heterociklička prirodna bojila.

### Polienska prirodna bojila
Karotenoidi su glavna polienska prirodna bojila. To su žuti do tamnocrveni kemijski spojevi tetraterpenske strukture s dugim nizom konjugiranih dvostrukih kemijskih veza. H. Wackenroder (1831.) izolirao je obojeni kemijski spoj iz mrkve (lat. Daucus carota), a skupinu kojoj taj spoj pripada nazvao je M. S. Cvet (1911.) karotenima. R. Willstátter sa suradnicima (1906. – 1914.) odredio je bruto kemijske formule mnogih karotenoida. H. von Euler-Chelpin (1928.) otkrio je da je karoten provitamin A, a iste godine P. Karrer i R. Kuhn utvrđuju kemijsku građu mnogih karotenoida. Nakon prvih sinteza (P. Karrer i Hans Herloff Inhoffen, 1950.) naglo se razvila industrijska sinteza karotenoida. Većina prirodnih karotenoida, od kojih je za približno 300 poznata kemijska građa, ima molekule s 40 atoma ugljika, koje se sastoje od središnjeg dijela s 20 atoma ugljika i različitih krajnjih skupina s 10 atoma ugljika. Osim toga, postoje kemijski spojevi, dobiveni razgradnjom, s manje od 40 atoma ugljika, pa ksantofili, koji su također tetraterpeni, koji imaju još jednu ili više oksiskupina ili karbonilnih skupina, odnosno po jednu oksiskupinu i karbonilnu skupinu.

#### Karoten
Karoten (C40H56) smjesa je karotena α, β i γ. Sastav ovisi o sirovini i postupku dobivanja. Najviše ima β-karotena (najčešće oko 85%), a najmanje γ-karotena (obično manje od 1%). Izomeri karotena imaju talište oko 180 °C, a teško se izoliraju jedan od drugog. Sirovi karoten (C.I. 75130) dobiva se iz korijena mrkve i iz ulja ploda afričke uljne palme (lat. Elaeis guinensis i drugih vrsta.) Osim toga, sirovi karoten nalazi se u sjemenkama djeteline, a zajedno s ksantofilom i klorofilom u djetelini, koprivi i nekim drugim biljkama. Izolacijom iz sirovina dobiva se kristalizirani karoten (od 75 do 90% karotena) ili uljni ekstrakt (od l do 20% karotena). Kristalizirani karoten i različite otopine karotena u biljnim uljima upotrebljavaju se za bojenje masti i ulja, sladoleda, mliječnih i farmaceutskih proizvoda, za vitaminiziranje margarina (β-karoten je provitamin A) i kao dodatak stočnoj hrani za mladunčad.

#### Biksin
Biksin, C25H30O4 (C.I. 75120), pojavljuje se u labilnom (cis-biksin) i u stabilnom obliku (trans-biksin). Talište cis-biksina iznosi 191,5 °C uz polagano, a 198 °C uz brzo zagrijavanje. Trans-biksin ima talište 217 °C. Cis-biksin kristalizira iz octene kiseline u tamnoljubičastim prizmama s čeličnoplavim sjajem. Zagrijavanjem labilni biksin prelazi u stabilni. Cis-biksin se nalazi u kori sjemenke ploda anato grma (lat. Bixa orellana), koji raste u Ekvadoru i Peruu. Biksin se upotrebljava danas za bojenje ulja i masti (margarina), voskova i tjestenine, a u obliku soli za bojenje sirova. Vunu, svilu i pamuk boji crvenonarančasto do žutonarančasto, a pamuk namočen u alaun snažno narančasto. Taloženjem se biksina s alaunom ili kositrenim solima iz alkalnih otopina dobiva žuti ili narančastožuti orleanski lak.

### Diaroilmetanska prirodna bojila
U skupini diaroilmetanskih spojeva kurkumin je jedino važnije prirodno bojilo.

#### Kurkumin
Kurkumin je prirodno bojilo, C21H20O6 (C.I. 75300), kristalizira iz metanola u plavim rombima s plavim refleksom (talište 178 °C) i jarkocrvenim iglicama (talište 183 °C). Kurkumin se lako topi u eteru (uz pojavu žutozelene fluorescencije) i kloroformu. S alkalijama tvori nestabilne crvenosmeđe soli, a otopine su u jakim kiselinama narančastocrvene. Kurkumin se nalazi u žutom korijenu biljke kurkuma (lat. Curcuma longa). Žuto bojilo (takozvani indijski šafran) služi za bojenje bojenje senfa, masti, ulja, sira, ali i za bojenje voskova, sapuna, lakova, papira, drva i pamuka. Uz močenje alaunom, kurkumin boji pamuk i svilu zelenožuto do žutonarančasto, kromnim solima smeđecrveno, kositrenim solima narančastocrveno. U analitičkoj kemiji kurkumin služi kao indikator i reagens za dokazivanje bora. Kurkumin je prehrambeni aditiv označen E-brojem E100. U pojedinim slučajevima može izazvati alergiju. Istražuje se njegova upotreba u zaštiti od raka.

### Karbociklička prirodna bojila
Sva prirodna bojila karbocikličke skupine imaju kinonske strukturne dijelove. U prirodi se nalazi oko 150 vrsta takvih bojila, ali je samo malo njih upotrebljivo kao bojila ili pigmenti. Među njima su tehnički važna samo ona bojila koja su derivati naftokinona i antrakinona. U prvoj su skupini alkanin, juglon i loson, a u drugoj alizarin, frangulaemodin i krizofanska kiselina.

#### Alkanin
Alkanin je prirodno bojilo, C16H1605 (C.I. 75530), talište 149 °C, tvori tamnocrveno obojene iglice. Otopljen u alkalijama daje plavu sol, a s teškim metalima složene spojeve. Šikonin (C.I. 75535), talište 147 °C, optički je izomer alkanina, a kristalizira u ljubičastosmeđim pločicama. Alkanin se nalazi u tamnocrvenom korijenu alkane ili krvavice (lat. Alcanna tinctoria; zemlje oko Sredozemnog mora, Mađarska). Upotrebljava se za bojenje masti, kozmetičkih preparata, uljnih i masnih emulzija, te kao antioksidans, a u analitičkoj kemiji kao indikator i reagens za dokazivanje magnezija, aluminija i berilija.

#### Juglon
Juglon je prirodno bojilo, C10H603, (C.I. 75500), talište 154 °C, kristalizira u narančastim iglicama i prizmama. Otopljen u razrijeđenim alkalijama postaje ljubičast, ali brzo zbog oksidacije postaje smeđ. Juglon polagano boji kožu tamno žutosmeđe. Nalazi se u zelenim dijelovima oraha (lat. Juglans regia), ali i u drugim biljkama istog roda (Juglans nigra, J. cinerea). Upotrebljava se obojena komponenta orahova ulja za zaštitu od djelovanja Sunčeva zračenja. Juglon boji smeđežuto vunu namočenu u aluminijske, kromne i željezne soli, a ružičasto pamuk namočen u aluminijske soli.

#### Loson
Loson je prirodno bojilo, C10H6O3 (C.I. 75480), ima talište 192 °C, kristalizira u žutim iglicama (iz etanola i octene kiseline). Nalazi se u lišću žute lavsonije (lat. Lawsonia inermis sensu latiore) i u njena dva varijeteta (L. inermis i L. spinosa). Suho lišće sadrži oko 1% losona. Loson otopljen u toploj vodi daje narančastožutu boju, a u alkalijama narančastocrvenu. Vunu i svilu boji narančastožuto. Upotrebljava se kao kozmetičko sredstvo za bojenje kose i nokata, te za štavljenje kože.

#### Alizarin
Alizarin (C.I. 75330) je bilo vrlo važno bojilo, pa se broć (bojadisarski broć, lat Rubia tinctorum) uzgajao na velikim površinama u Europi od 9. do potkraj šezdesetih godina 20. stoljeća kad su G. Graebe i K. Liebermann utvrdili kemijsku strukturu alizarina i tako omogućili njegovu sintezu i industrijsku proizvodnju, kojoj nije mogla konkurirati proizvodnja alizarina iz broća. Alizarin se upotrebljava za bojenje pamuka, vune i svile (uz močenje u aluminijskim solima u crveno, u kromnim solima u crvenosmeđe, a u željeznim solima u ljubičasto). Pamuk močen sulfatiranim uljem ricinusa upotrebom alizarina oboji se jarkocrveno. Složene soli alizarina s metalima služe kao pigmenti za izradu slikarskih boja i tinte, a ekstrakti kao bojila za histološke preparate.

#### Frangulaemodin
Frangulaemodin, C15H10O5 (C.I. 75440), talište 255 °C, kristalizira u narančastim iglicama iz octene kiseline. U razrijeđenim alkalijama daje crvenu boju. Dobiva se iz kore trušljike ili obične krkavine (lat. Rhamnus frángula) i iz korijena rabarbare (lat. Rheum officinale). Upotrebljava se za bojenje vune (uz močenje aluminijskim solima u smeđecrveno), papira i kože, te za izradu slikarskih boja.

#### Krizofanska kiselina
Krizofanska kiselina ili krizofanol, C15H10O4 (C.I. 75400), talište 196 °C, izlučuje se u obliku zlatnožutih pločica iz etanola i benzena. Nalazi se u korijenju rabarbare (lat. Rheum officinale) i u kori kiselica ili štavelja (lat. Rumex obtusifolius, R. nepalensis, R. celonianus). Krizofanska kiselina boji vunu namočenu kromnim solima crveno.

### Heterociklička prirodna bojila
Prema kemijskoj konstituciji heterociklička prirodna bojila mogu se svrstati u dvije skupine: bojila s kisikovim atomima i bojila s dušikovim atomima u prstenima. Od bojila koja danas imaju neko praktično značenje u prvoj su skupini: brazilein, hematein, oenin i santalin, dok su u drugoj skupini: antikni purpur, indigo i klorofil.

#### Brazilin
Brazilin je prirodno bojilo, C16H1405, koje se dobiva redukcijom brazileina, koji kristalizira u blijedožutim iglicama. Brazilein, C16H1205 (CI 75280), kristalizira u obliku srebrnosjajnih listića. Topljiv je u alkalijama (tamnocrvena boja) i u vrućoj vodi (narančasta fluorescencija). Brazilein se nalazi u drveću roda Caesalpinia (lat. Caesalpinia crista, C. brasiliensis i druge). Upotrebljava se za bojenje vune i svile, a boja ovisi o močilu. Močilo s aluminijskim solima daje ljubičastu boju, s kositrenim solima narančastosmeđu, a sa željeznim solima ljubičastosivu. Metalni kompleksi služe kao pigmenti za izradu slikarskih boja. Brazilein se upotrebljava kao oksidometrijski indikator i za bojenje histoloških preparata.

#### Hematein
Hematein je prirodno bojilo, C16H1206 (C.I. 75290), tvori crvene iglice koje se raspadaju na temperaturi višoj od 200 °C. Malo je topljiv u etanolu i eteru (žuta boja), te u vodi (crvena boja). Dobro je topljiv u alkalijama (modroljubičasta boja) i mineralnim kiselinama (crvena boja). Hematein čini sa solima teških metala složene spojeve, i to od modroljubičastih s bakrenim i kositrenim solima do crnih sa željeznim solima. Hematein nastaje oksidacijom hematoksilina koji se nalazi u plavom drvetu kampečevini (lat. Lignum campechianum, L. haematoxyli). Upotrebljava se za bojenje i tiskanje pamuka, svile, poliamida, vune, krzna i kože. Dobiva se vrlo postojana plavocrna boja, te kao pigment za izradu crne tinte, tiskarskih i slikarskih uljenih boja. Hematoksilinski preparati mogu se upotrebljavati kao antioksidacijska sredstva za nezasićene masne kiseline, kao reagens za dokazivanje truljenja hrane, te za bojenje histoloških preparata.

#### Oenin
Oenin je prirodno bojilo, C23H25012Cl, koje kristalizira u crvenim prizmama sa zelenim sjajem. Topljiv je u nižim alkoholima, u vodi (smeđecrvena do ljubičastocrvena boja) i u 2 %-tnoj kloridnoj kiselini. Nalazi se u ljusci tamnih vrsta grožđa, u plodu borovnice (lat. Vaccinium myrtillus) i u cvijetu ružičastog ili velikog sljeza (lat. Malva alcea). Upotrebljava se za bojenje nedovoljno obojenih crnih vina, bezalkoholnih pića i slatkiša.

#### Santalin
Santalin, C.I. 75540, sastoji se od santalina A i B, te od santalina C za koji još nije određena građa. Santalin A (C33H26O10), santalin B (C34H28O10) i santalin C kristaliziraju u narančastim iglicama iz smjese kloroforma i metanola. Santalin se nalazi u drvu crvene sandalovine (lat. Pterocarpus santalinus, P. indicus), te u drvu sjajne bafije (lat. Baphia nitida). Santalin se upotrebljava kao bojilo u kozmetičkoj, farmaceutskoji prehrambenoj industriji, te kao oksidometrijski indikator.

#### Antikni purpur
Antikni purpur sadrži kao osnovnu komponentu 6,6'-dibrom-indigo, C16H802N2Br2 (C.I. 75800), koji tvori bakrenosjajne kristale. Do 13 stoljeća bio je najviše cijenjeno crvenoljubičasto bojilo. Postoji crveni i plavi purpur. Crveni se purpur (lat. Purpura blatta) dobiva od puževa, bodljikavih volaka (lat. Murex brandaris), a plavi purpur (lat. Purpura hyacinthina) od kvrgavih volaka (lat. Murex trunculus). Ljubičasti je purpur smjesa crvenog i plavog purpura. Na vuni purpur tvori jaku i postojanu crvenu, plavu i ljubičastoplavu boju, a upotrebljava se i kao pigment za izradu slikarskih boja.

#### Indigo
Indigo, C16H10O2N2 (C.I. 75780), talište od 390 do 392 °C, tvori plave iglice kristalizacijom iz otopine u kloroformu. Zagrijavanjem sublimira tvoreći crvenoljubičaste pare. Dobiva se iz tropskih mahunarki iz roda Indigofera (lat. Indigofera tinctoria, I. anil i druge), te iz modrog vrhovnika (lat. Isatis tinctoria). Sirovi se indigo prema boji naziva purpurnoljubičastim, plavoljubičastim, lijepoplavim i superlijepoplavim. Upotrebljava se za bojenje i tiskanje pamuka i vune.

#### Klorofil
Klorofil (C.I. 75810), smjesa je plavozelenog klorofila (a), C55H7205N4Mg, i žutozelenog klorofila (b), C55H7006N4Mg, najčešće u omjeru a:b = 2,5 ± 0,5. Klorofili a i b nalaze se vezani u kloroplastima zelenih dijelova svih biljaka s karotenoidima na lipoproteinskom nosaču. Neke biljke sadrže samo klorofil a ili samo klorofil b. Čisti klorofil a, u tankim, zelenim, šesterostranim pločicama, talište od 117 do 120 °C, može se dobiti kristalizacijom iz otopine u acetonu. Čisti klorofil b, u zelenim prizmama, talište od 120 do 130°C, može se dobiti kristalizacijom iz otopine u kloroformu i metanolu. U većim količinama klorofil se nalazi u lucerni ili plavoj djetelini (lat. Medicago sativa), u više vrsta kopriva (lat. Urtica dioica, U. urens), u divljem kupusu (lat. Brassica oleráceo) i mnogim drugim biljkama.
Klorofil otopljen u mastima i uljima upotrebljava se za bojenje sapuna, vegetabilnih, mineralnih i eteričnih ulja, voskova i farmaceutskih masti. U fotosintezi služi kao katalizator, a u fotografskom materijalu za apsorpciju infracrvenog zračenja. Služi i kao reagens za dokazivanje užeženosti ulja i masti. U vodi topljivi klorofilni preparati upotrebljavaju se u prehrambenoj industriji za bojenje kolača, želatine i pića, u kozmetičkoj industriji za bojenje paste za zube, a u farmaceutskoj industriji kao dodatak mastima ili otopinama za poticanje zarašćivanja ozljeda kože i za odstranjivanje neugodnog zadaha.